# جاك هارلو
جاك هارلو هو مغني أمريكي ولد في 13 مارس 1998.

## روابط خارجية
جاك هارلو على موقع IMDb (الإنجليزية)
- جاك هارلو على موقع ميتاكريتيك (الإنجليزية)
- جاك هارلو على موقع روتن توميتوز (الإنجليزية)
- جاك هارلو على موقع ميوزك برينز (الإنجليزية)
- جاك هارلو على موقع رولينغ ستون (الإنجليزية)
- جاك هارلو على موقع أول ميوزيك (الإنجليزية)
- جاك هارلو على موقع ديسكوغز (الإنجليزية)
- جاك هارلو على موقع قاعدة بيانات الفيلم (الإنجليزية)
- جاك هارلو على موقع كينوبويسك (الروسية)